# فریدریش وهلر
فریدریش وُهلر (به آلمانی: Friedrich Wöhler) ‏ (۱۸۰۰-۱۸۸۲) شیمی‌دان آلمانی بود. شهرت او به خاطر ساختن اوره از مواد معدنی است، گرچه یافته‌های او در شیمی بسیار گسترده‌تر است.
پیش از وهلر زیست‌شناسان و شیمی‌دان‌ها تصور می‌کردند ترکیبات آلی تنها در گیاهان و جانوران یافت می‌شود و در ساخت ویتامین‌ها، هورمون‌ها و سایر ترکیبات پیچیده طبیعی دخالت دارند و ساختن این ترکیبات از مواد معدنی را ممکن نمی‌دانستند. این نظریه به حیات‌گرایی یا ویتالیزم معروف بود.
هنگامی که فریدریش وهلر در سال ۱۸۲۸ به طریقه مصنوعی (خارج از بدن موجود زنده) و با شروع از مواد معدنی (آمونیوم سیانات) توانست اوره تهیه کند نادرستی این نظریه روشن شد و رابطه میان مواد معدنی و ترکیبات آلی به اثبات رسید.

## زندگی
فردریش وهلر، در ۳۱ ژوئیه سال ۱۸۰۰ در دهکده اشرسهایم نزدیک فرانکفورت آلمان به دنیا آمد. پدرش مردی تحصیلکرده و با قدرت بود، و خیلی زود فریدریش را به کسب علم و دانش واداشت. فردریش زیر نظر پدرش به تحصیل پرداخت و به معدن‌شناسی و شیمی علاقه‌مند شد. به علت آزادی کاملی که پدرش به او داده بود می‌توانست کارهای خود را در یک آزمایشگاه شخصی که فراهم آورده بود دنبال کند.

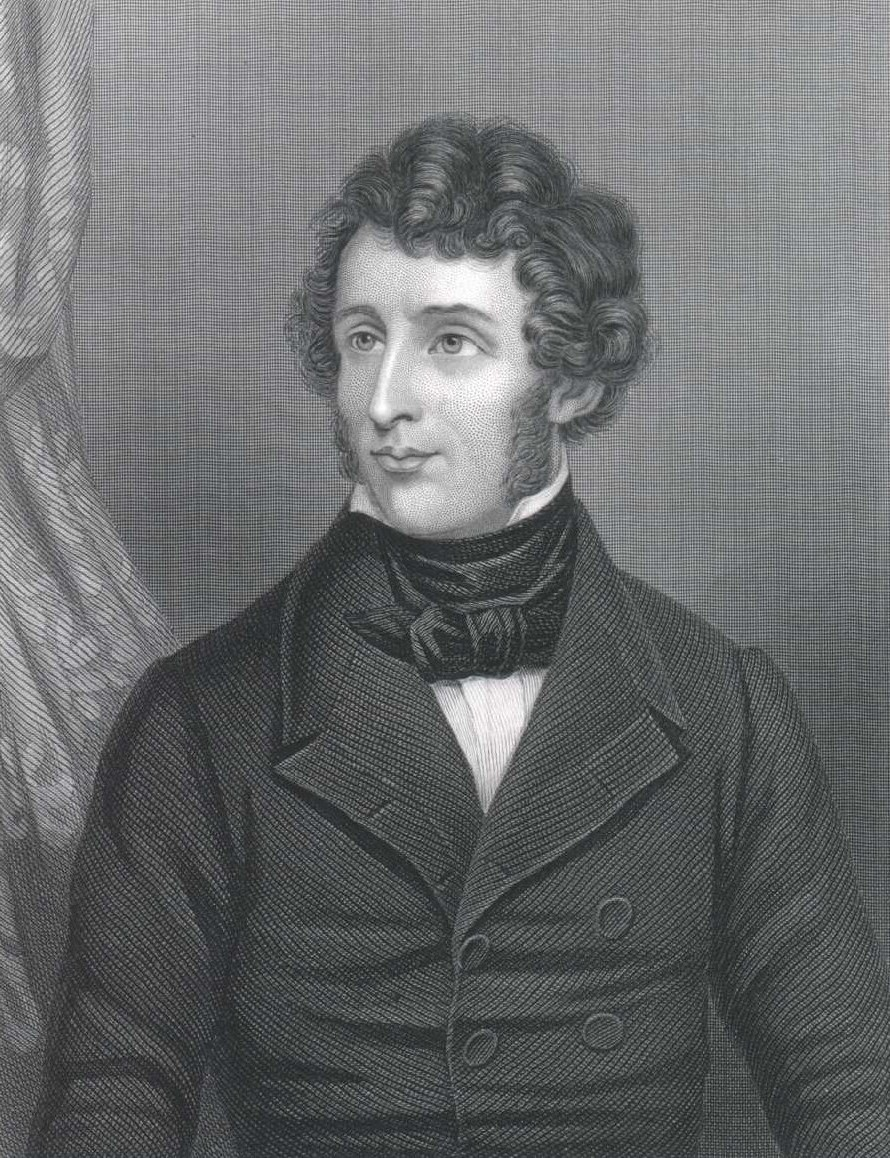

وهلر جوانی ماجراجو و کنجکاو بود، از این رو به کارهای خطرناکی در آزمایشگاه دست می‌زد. حتی یکبار بر اثر بی احتیاطی، جوانی را به کشتن داد. وهلر در ۲۰ سالگی وارد دانشگاه ماربورگ شد. هدفش از ورود به دانشگاه، تحصیل علم پزشکی بود. او اتاقش را به یک آزمایشگاه پژوهشی تبدیل کرده بود و این کار زیاد مورد رضایت مقامات دانشگاه نبود. حتی استادش نیز او را به خاطر این کار چند بار مواخذه کرد. وهلر که چنین دید تصمیم گرفت آزمایشها و تحقیقاتش را در جای دیگری دنبال کند. دانشگاه هایدلبرگ، اخیراً رشته پزشکی دایر کرده بود و استادی شیمی آنجا را شیمیدان آلمانی لئوپولد گملین بر عهده داشت. وهلر به این دانشگاه آمد و از آنجا در رشته پزشکی دانش‌آموخته شد. اما پروفسور گملین به او پیشنهاد کرد که به جای حرفه پزشکی علم شیمی را دنبال کند. وهلر سپس به استکهلم رفت و زیر نظر شیمیدان نامدار سوئدی، یاکوب برسلیوس به پژوهش در علم شیمی پرداخت.
زمانی که در سوئد کار می‌کرد، به آزمایش‌های موفقیت آمیزی دست زد. او ترکیبی از نیتروژن، کربن، اکسیژن و نقره تهیه کرد و نام آن را سیانید نقره گذارد. این کشف جالب، توجه دانشمندان را به خود جلب کرد. شیمیدان آلمانی یوستوس فون لیبیش نیز که در پاریس روی مواد منفجره کار می‌کرد، ماده‌ای نظیر ماده اکتشافی وهلر ساخته بود. ظاهراً، مقدار عناصر نیتروژن، کربن، اکسیژن و نقره در این ترکیب جدید و ترکیبی که وهلر ساخته بود با هم فرقی نداشت ولی طرز عمل دو ماده متفاوت بود. این کشف شیمیدان ها را به فکر انداخت تا بررسی دقیق‌تری در این مورد انجام دهند. آن‌ها همیشه برای بیان ترکیب شیمیایی از فرمول استفاده می‌کردند، اما کشف اخیر به کلی نظریه‌های پیشین را برهم زد و ثابت کرد که فقط فرمول برای این کار کافی نیست. وهلر و برسلیوس، که اهمیت مسئله را فهمیده بودند نام این ویژگی شیمیایی را ایزومر (هم‌پار) به معنای ترکیب‌هایی که از لحاظ تعداد عناصر شیمیایی یکسان هستند اما ترتیب قرار گرفتن آن‌ها در مولکول متفاوت است.
در آن زمان شیمی‌دانان تلاش می‌کردند که نظریه‌ی حیات گرایی(زیستگرایی) -باوری که بیان می‌کرد زندگی در اثر نیرویی ماورای قوانین فیزیکی و شیمیایی شکل می‌گیرد- را رد کنند، در سال ۱۸۲۸، فردریش وهلر که همراه برسلیوس بود، تلاش کرد تا نمکی غیرآلی به نام سیانید آمونیوم را از راه ترکیب کردن محلول یون آمونیوم و یون سیانات به دست آورد. "هنگامی که وهلر نتیجه‌ی آزمایش را دید حیرت زده شد" زیرا به جای فراورده‌ی پیش بینی شده توانسته بود اوره بسازد؛ اوره در ادرار جانوران یافت می‌شود و نوعی ترکیب آلی است که وهلر توانسته بود با مواد معدنی بسازد، سپس وی با نوشتن این مطلب که «باید به شما بگویم که بدون نیاز به جانور یا کلیه‌ی آن توانستم اوره بسازم» نظریه‌ی حیات گرایی را به چالش کشید. اما چون یکی از اجزای به کار رفته برای ساخت اوره یعنی سیانات را از خون جانور گرفته بود، نتوانست حیات‌گراها را متقاعد سازد. بالاخره چند سال بعد هرمان کپ شاگرد وهلر توانست استیک اسید را که یک ترکیب آلی است از موادی غیرآلی که مستقیماً از ترکیب کردن عناصر به دست می‌آید، بسازد.

وهلر پس از بازگشت از سوئد به برلین رفت و در یک مدرسه بازرگانی معلم شد. در آزمایشگاه مدرسه بار دیگر روی خاصیت سیانیدها مطالعه کرد و موفق به تهیه سیانید شد.
وهلر در سال ۱۸۲۷ برای نخستین بار عنصر آلومینیوم را در آزمایشگاه تهیه کرد.